# Andri Yahodka
Andri Yahodka –en ucraniano, Андрiй Ягодка– (Odesa, 6 de julio de 1988) es un deportista ucraniano que compite en esgrima, especialista en la modalidad de sable.
En los Juegos Europeos de Bakú 2015 obtuvo una medalla de oro en la prueba individual. Ganó cuatro medallas en el Campeonato Europeo de Esgrima entre los años 2010 y 2022.

## Palmarés internacional
| Juegos Europeos    | Juegos Europeos    | Juegos Europeos   | Juegos Europeos   |
| Año                | Lugar              | Medalla           | Prueba            |
| ------------------ | ------------------ | ----------------- | ----------------- |
| 2015               | Bakú (Azerbaiyán)  | Medalla de oro    | Sable individual  |
| Campeonato Europeo |                    |                   |                   |
| Año                | Lugar              | Medalla           | Prueba            |
| 2010               | Leipzig (Alemania) | Medalla de plata  | Sable por equipos |
| 2012               | Legnano (Italia)   | Medalla de bronce | Sable individual  |
| 2013               | Zagreb (Croacia)   | Medalla de bronce | Sable por equipos |
| 2022               | Antalya (Turquía)  | Medalla de plata  | Sable por equipos |